# Vuelo 92 de British Midland
El vuelo 092 de British Midland era un vuelo de pasajeros entre Londres y Belfast que se estrelló al intentar aterrizar de emergencia en el Aeropuerto de East Midlands el 8 de enero de 1989, en una autopista cercana al aeropuerto. 79 personas sobrevivieron al accidente y 47 murieron, causado por la falla del motor izquierdo del Boeing 737-400 y al incorrecto manejo de la situación por parte de la tripulación de vuelo, que apagó el motor derecho que era el que funcionaba correctamente. En Reino Unido, el accidente se conoce como el desastre aéreo de Kegworth.

## Aeronave y tripulación de vuelo
La aeronave empleada en el vuelo 92 era un Boeing 737-400 propiedad de British Midland.
Los pilotos a cargo del vuelo 92 eran el capitán Kevin Hunt y el primer oficial David Mc Clelland.

## Accidente

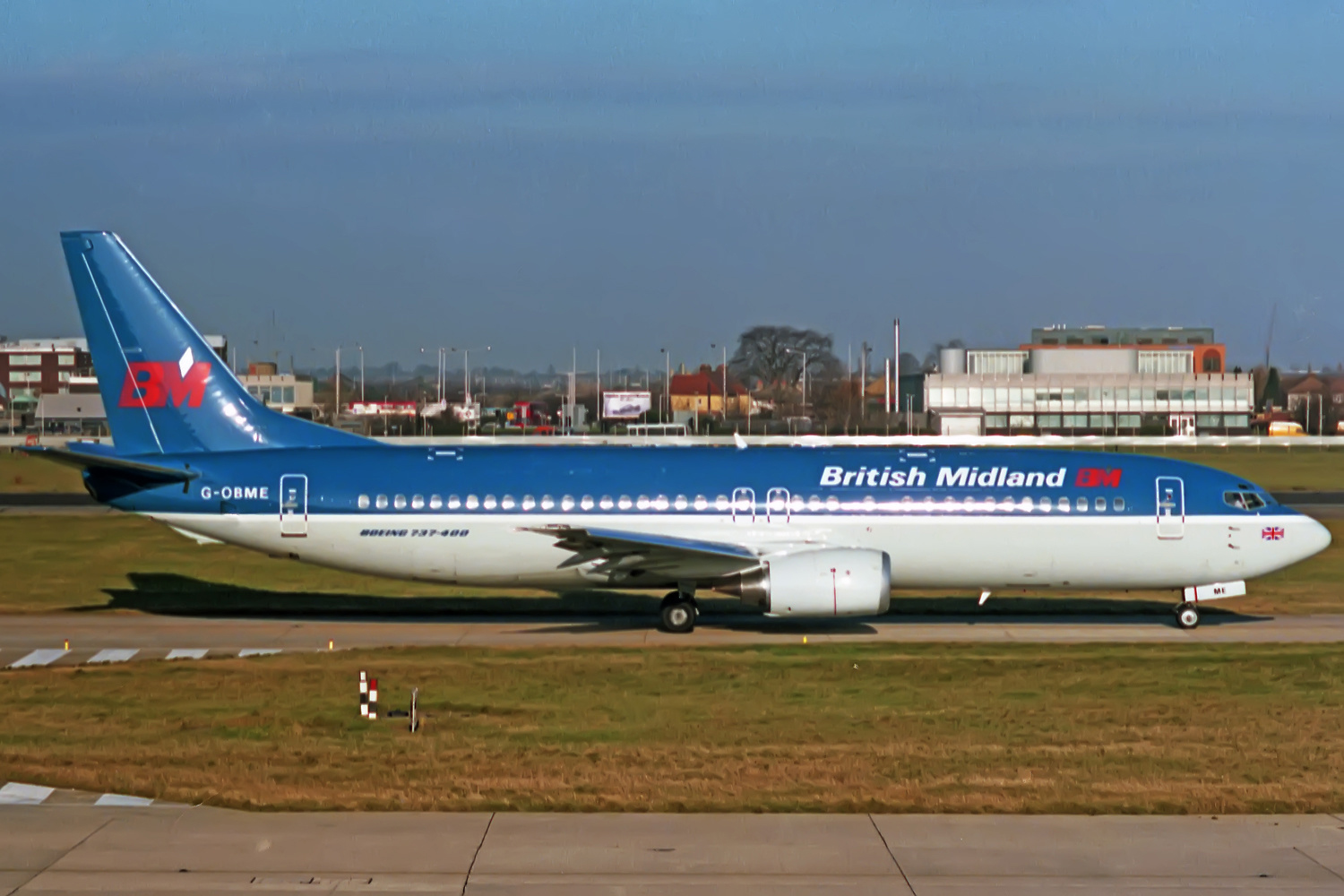
El Boeing 737 involucrado en el accidente, en noviembre de 1988.

Después de salir del Aeropuerto Internacional de Londres-Heathrow, el vuelo 92 fue ganando altitud hasta llegar a los 10668 m de altitud crucero. En ese momento una pieza del ventilador del motor izquierdo se desprendió, causando un fallo mecánico. Al mismo tiempo se produjo un ruido fuerte y vibraciones bruscas y entró humo en la cabina de pasajeros por el sistema de aire acondicionado. Según algunos pasajeros que iban en la parte trasera, se vio humo y chispas procedentes del motor izquierdo.
El vuelo fue desviado al Aeropuerto de East Midlands a sugerencia del personal de operaciones de British Midland. Después de este fallo, el capitán Hunt había desactivado el piloto automático, cuando le pide al primer oficial Mc Clelland que averigüe cuál fue el motor averiado, a lo que éste responde: «Es el izquierdo. No, el derecho».
En versiones antiguas del Boeing 737 la turbina izquierda era la que suministraba energía al sistema de aire acondicionado del avión. En el 737-400, la turbina izquierda daba energía al sistema de aire acondicionado en la parte trasera y la cabina de pasajeros mientras la derecha hacía esto mismo en la cabina de mando. El capitán Hunt y el primer oficial Mc Clelland habían piloteado las dos versiones antiguas del 737-400, sin percatarse de que la aeronave (que para 1989 tenía 520 horas de vuelo desde su ingreso a British Midland, dos meses antes) era diferente.
El humo en la cabina los hizo asumir que la falla estaba en el motor derecho, lo que hizo que apagaran éste y no el defectuoso, que era el izquierdo. No tenían forma de comprobar visualmente los motores y la tripulación de cabina no se percató del humo y fuego que había en el motor izquierdo.
Cuando los pilotos apagaron la turbina derecha, pensaron que ya no habría humo en el avión. Pero ocurrió lo contrario, se redujo el combustible del motor izquierdo y el que ardía se agotó, dejando el olor a humo en la cabina de mando.

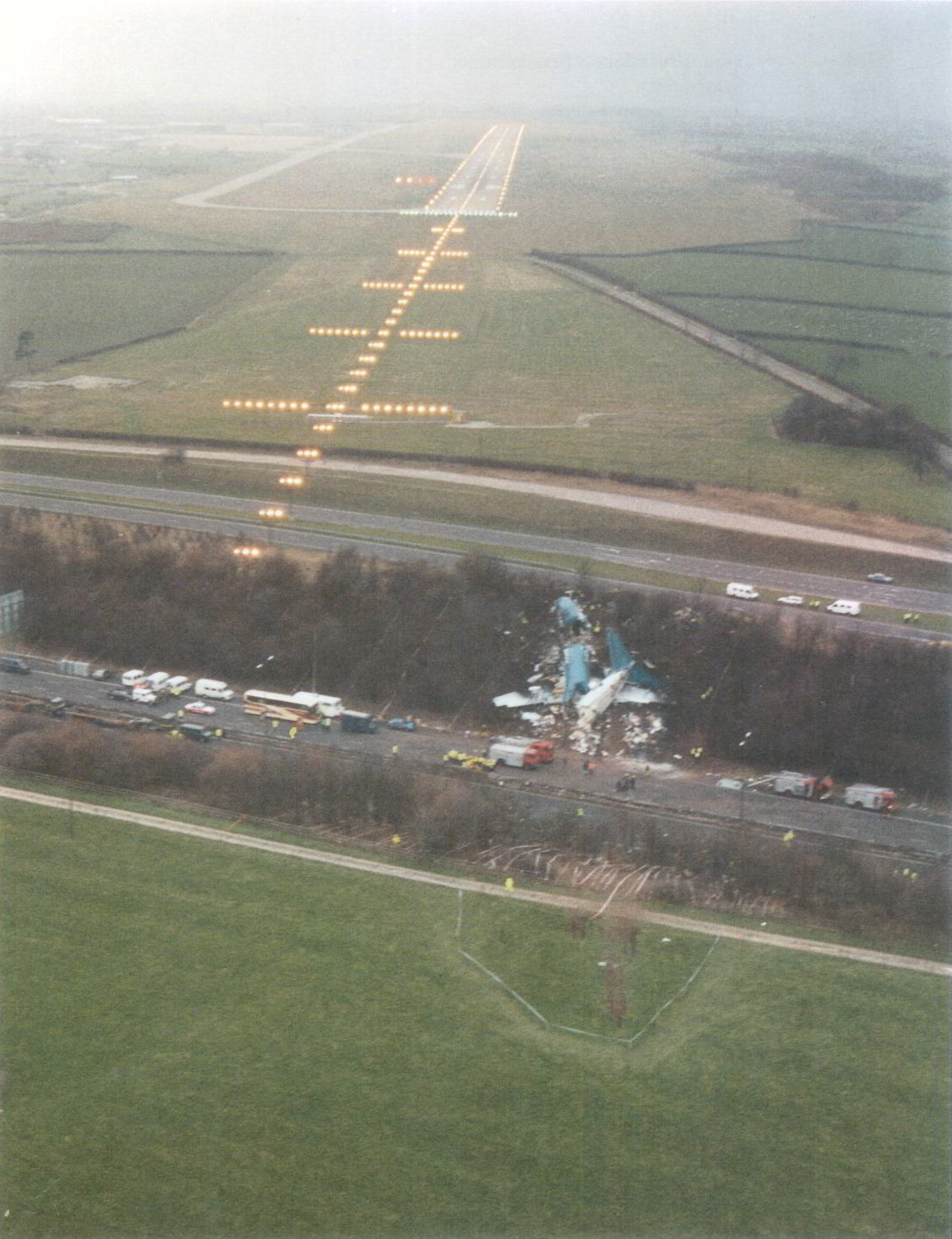
Vista aérea del accidente.

Finalmente el avión se estrelló en un terraplén cercano al aeropuerto, partiéndose en tres pedazos. De los 128 pasajeros a bordo, 39 murieron al instante y 8 murieron días después del accidente, dando un total de 47 fallecidos. 74 personas resultaron heridas de gravedad y 5 sólo tuvieron heridas leves, no hubo heridos ni fallecidos en tierra y todos los vehículos cerca del terraplén fueron destruidos.

## Investigación de la AAIB
El informe oficial del vuelo 92 hizo recomendaciones de seguridad, entre las que destacan:
- La evaluación de las lesiones sufridas llevó a considerables mejoras en la seguridad de las aeronaves y las instrucciones de seguridad a bordo.

- A raíz del informe de la AAIB, el capitán Hunt y el primer oficial Mc Clelland fueron despedidos de British Midland, por las críticas hechas por sus acciones en el vuelo 92.

## Filmografía
- Este accidente fue presentado en el programa de televisión canadiense Mayday: catástrofes aéreas en el episodio «Falla en el motor» en Hispanoamérica y «Doble fallo de motores» en España.
- Este accidente también fue presentado en la segunda temporada de la serie Segundos catastróficos, en el episodio «Accidente aéreo en la autopista».